# Porcospino (araldica)
In araldica il porcospino è simbolo di forza contro i pericoli perché si chiude rizzando gli aculei per difendersi dai nemici.
Fu emblema della casa d'Orléans che, nel 1393, fondò anche l'Ordine Cavalleresco del Porcospino.
È noto anche col nome di riccio.

D'argento, al porcospino di nero; al capo d'azzurro, caricato di tre stelle d'oro (stemma di Ableiges, Francia)
D'azzurro, al porcospino al naturale, passante sulla campagna di verde, alla banda ondata d'argento, caricante la campagna (Crespina)
Stemma di Viļaka, Lettonia
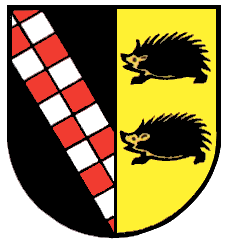
Igelswies (Meßkirch), Germania
D'azzurro, a tre porcospini d'oro (Bélâbre, Francia)
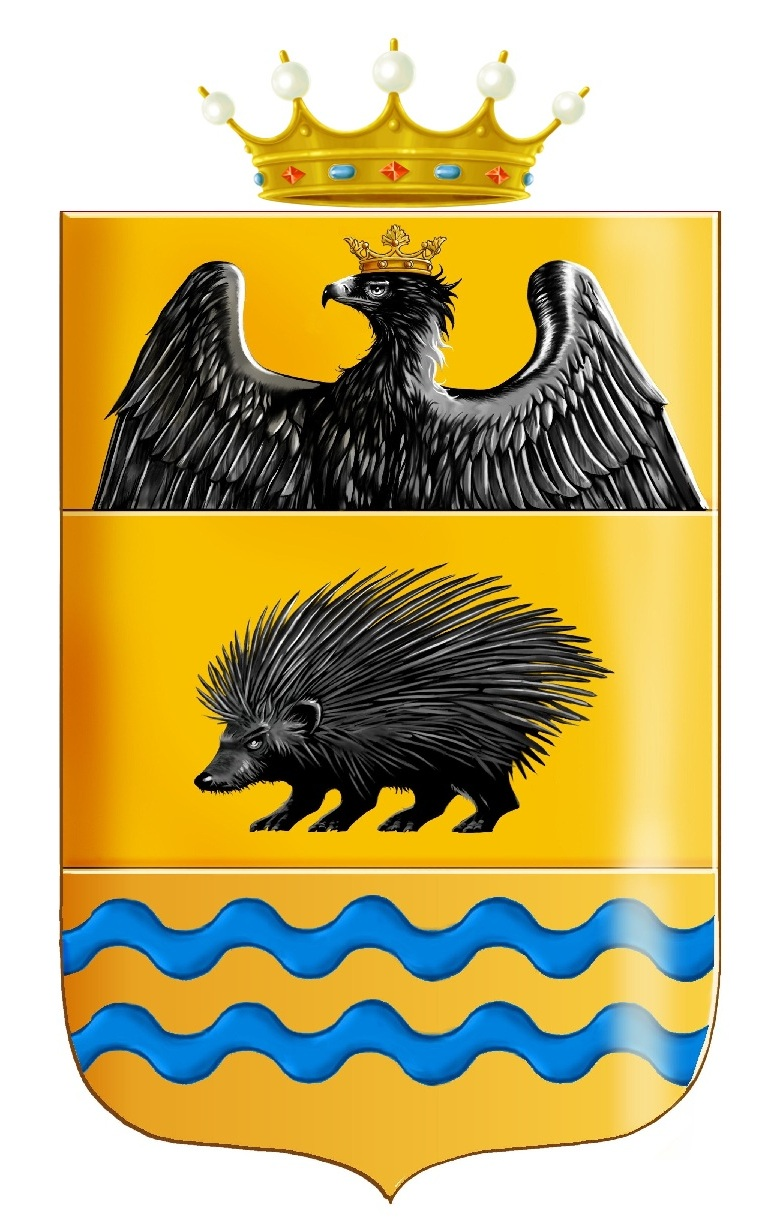
Interzato in fascia: … il 2º d'oro, al riccio di nero (stemma della famiglia Rizzo)